# Fisura

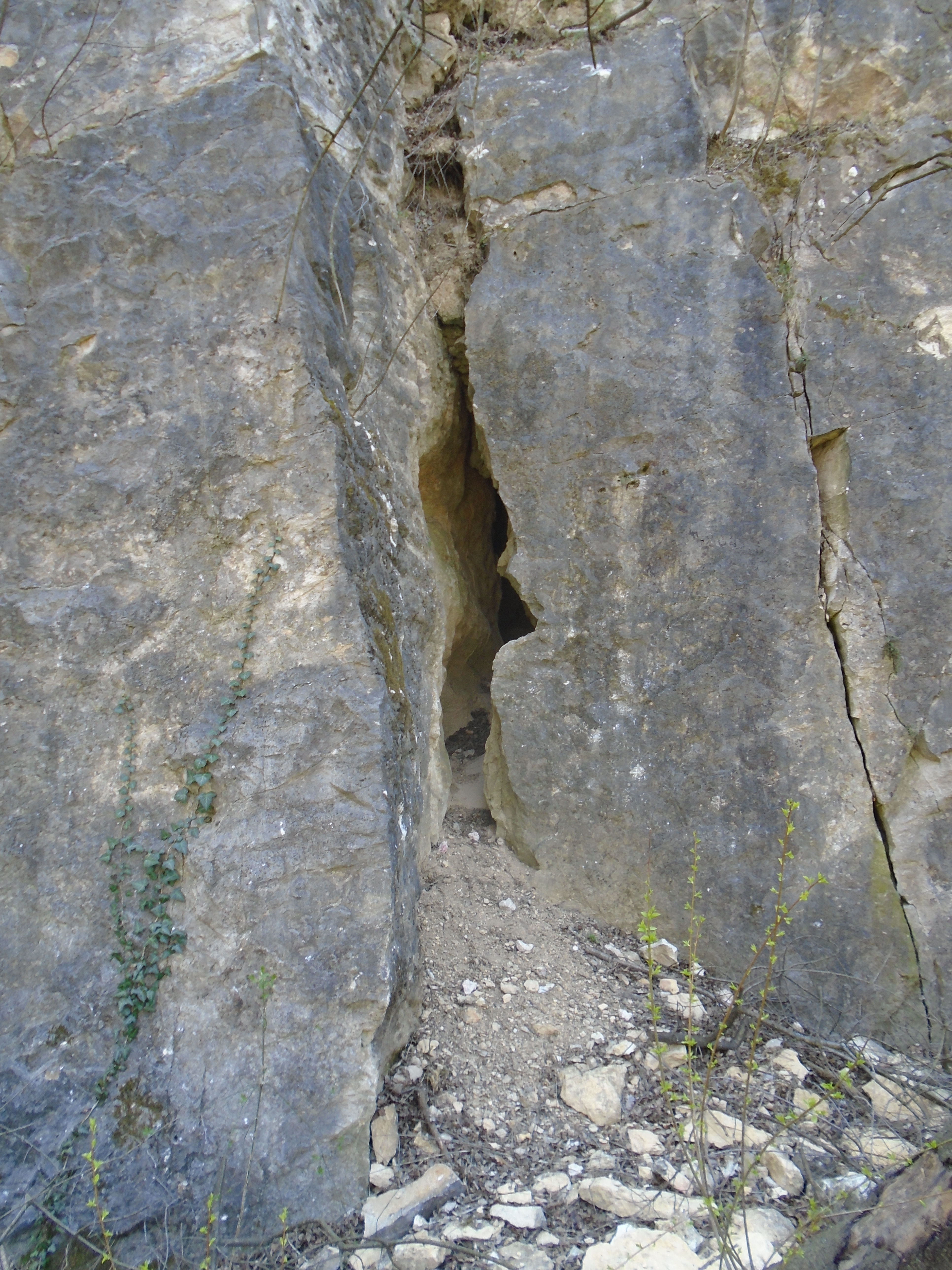
Fisura en una roca

Fisura es una hendidura en una roca. Ciertas fisuras datan de la formación de la roca, otras son el resultado de las fuerzas tectónicas que han obrado ulteriormente sobre ella. 
Las de las rocas compactas y duras se llaman diaclasas. Se deben a esfuerzos de tracción, torsión o compresión. Los cambios de temperatura y la meteorización destacan y amplían la anchura de diaclasas, fracturas y planos de sedimentación, y en rocas carbonáticas la disolución interviene además en este proceso como agente principal.
Las grietas o fisuras de contracción o retracción se producen por la desecación de material arcilloso o por el enfriamiento de rocas volcánicas (disyunción columnar).